# Ion Cozmei
Ion Cozmei (n. 11 martie 1951, Călinești, România – d. 1 octombrie 2015, Suceava, România) a fost un poet sucevean, publicist și traducător în limba română al poetului ucrainean Taras Șevcenko, profesor de limba și literatura română, profesor de limba latină și doctor în filologie cu teza Taras Șevcenko – poetul național al Ucrainei și receptarea lui în România (Universitatea București, 2006). A fost membru al Uniunii Scriitorilor din România și al Societății Scriitorilor Bucovineni, fondator al Fundației Culturale a Bucovinei.
Multipremiat pentru activitatea sa literară, Ion Cozmei a fost unul dintre cei mai activi animatori culturali din arealul bucovinean.

## Biografie
Ion Cozmei s-a născut pe 11 martie 1951 în satul Călinești Cuparencu din comuna Șerbăuți (județul Suceava), ca fiu al lui Mitrofan și al Ilenei Cozmei. A fost căsătorit cu Tania Cozmei, învățătoare, și a avut un fiu, Victor.
În 1966 a absolvit școala generală din localitatea natală, iar în 1970 Liceul „Ștefan cel Mare” din Suceava. A urmat în perioada 1970-1974 cursurile Facultății de Filologie, secția Română - Latină, a Universității „Al. I. Cuza” din Iași.
În 2006 a obținut titlul de doctor în filologie al Universității București, cu teza Taras Șevcenko – poetul național al Ucrainei și receptarea lui în România.
A murit pe data de 1 octombrie 2015, la Suceava, la vârsta de 64 de ani.

## Activitate profesională și culturală
Ion Cozmei și-a început activitatea profesională predând limba latină și limba română la școlile generale din Traian (jud. Ialomița), Coarnele Caprei (jud. Iași) și Dumbrăveni (jud. Suceava) în perioada 1974-1979. Ulterior, a predat la mai multe licee din Suceava, printre care Colegiul Național „Ștefan cel Mare” și Liceul cu Program Sportiv din Suceava.
În perioada 1979-1984 a lucrat ca secretar literar al Ansamblului Artistic „Ciprian Porumbescu” din Suceava, iar între 1985 și 1991 a fost director al Casei de Cultură a Sindicatelor din Suceava.
Totodată, Cozmei a fost unul dintre fondatorii Mișcării Ecologiste din Bucovina și al Fundației Culturale a Bucovinei, precum și vicepreședinte al Societății Scriitorilor Bucovineni.
Cozmei a fost de asemenea redactor-șef al revistei Țara Fagilor (2005-2008), al publicației periodice Albatros și al periodicului Pro Natura (1990), precum și fondator și consilier-editorial al Editurii „Cuvântul Nostru” din Suceava (1994-2001).
Cozmei a colaborat cu un număr mare de publicații culturale, printre care România Literară, Luceafărul, Poesis, Cronica, Dacia Literară, Mișcarea Literară, Adevărul literar-artistic, Pagini Bucovinene, Bucovina Literară, Țara Fagilor, Plai Românesc, Arcașul, Plumb, Glasul Bucovinei, Revista Română.
Ion Cozmei a avut și rolul de conducător al Cenaclului Albatros al Casei de Cultură a Sindicatelor din Suceava în perioada 1985-1991 și conducător al Cenaclului „Mihail Iordache” din Suceava în perioada 2013-2014. 

## Opera poetică și culturală
Ion Cozmei a debutat în literatură cu placheta de versuri Subiect pentru o nuvelă (1985). A urmat o serie numeroasă de volume de poezie, memoralistică, proză și traduceri din lirica ucraineană, în special traduceri din operele poetului ucrainean Taras Șevcenko.
Printre altele, Ion Cozmei este autorul poeziei „Cântec de dragoste pentru sănătatea ierbii”, ale cărei versuri au stat la baza melodiei cu același nume, interpretată de George Nicolescu pe albumul Ordinea de Zi (1984). Piesa în cauză a revenit în atenție în anul 2002, odată cu remixul „Cântec pentru sănătatea ierbii”, realizat de formația de muzică electronică UNU' pe versiunea lui George Nicolescu.

## Opera[8]
- Monografia Ansamblului Artistic „Ciprian Porumbescu”, Suceava, 1983 (revăzută în 1994 și 2004)
- Subiect pentru o nuvelă (poezii), Editura „Junimea”, Iași, 1985
- Drumul spre Golgota (memorialistică, în colaborare cu Ilie Popescu), Editura „Moldova”, Iași, 1994
- Pacient la vama destinului (poezie), Editura „Moldova”, Iași, 1995
- Calendar la cumpăna satului (poezie), Editura „Cuvântul nostru”, Suceava, 1995
- Tâlcuitorul de semne (poezie), Editura „Cronica”, Iași, 1996
- Singurătatea de după călătorie (poezie), Editura „Junimea”, Iași, 1999
- Taras Șevcenko. Marele Cobzar (traducere), Editura „Moldova”, Iași, 1999
- Noiembrie la Drenthe (jurnal de călătorie, în colaborare cu Constantin Arcu și Ion Beldeanu), Editura „Cuvântul Nostru”, Suceava, 1999
- Taras Șevcenko. Poeme (traducere), Editura „Mustang”, București, 2001
- Din Boian la Vatra Dornei (proză, în colaborare cu Tiberiu Cosovan), Editura „Augusta”, Timișoara, 2004
- Tinerele mele gânduri (traduceri din poezia lui Taras Șevcenko), Editura „Augusta”, Timișoara, 2005
- Semințele disperării (poezie), Editura „Augusta”, Timișoara, 2005
- Pacient la Vama Destinului (antologie de autor), Editura „TipoMoldova”, Iași, 2007
- Vânătoare de iarbă cu cai, Editura „TipoMoldova”, Iași, 2009
- Pacient la Vama Destinului (antologie), Opera Omnia, Editura „TipoMoldova”, Iași, 2011
- Cobzarul (traducere din Taras Șevcenko), Editura Bukrek, Cernăuți, 2011
- Tâlcuitorul de Semne - (Opera Omnia), editura Tipo Moldova, Iași, 2014

## Critică[9]
„Ion Cozmei scrie o poezie cu interogații și elanuri mentale de ucenic al Cunoașterii. O poezie a ordinii personale și presimțirii conexiunilor pe care le are omul cu lumea neștiută, misterioasă, celestă. (...) Poezia lui Ion Cozmei se desfășoară între starea de pacient și cea de penitent. A fi pacient înseamnă a primi o alarmă dinspre răul ființei: suferința de om. Iar penitența înseamnă alegerea unui Drum…” - Vasile Andru. 
„Dacă Ion Cozmei nu e conștiința pregnant tragică, el este totuși o conștiință gravă, deseori tensionată. El știe că ajungerea la serenitate și desăvârșire se realizează prin mortificări și asceze, copac cu rădăcina-n sus, înfrângând normele universalei așezări, în experiența lui intră, îmbulzindu-se, ciocnindu-se, îndrăzneli, extaze, tristeți, dar și momente de plinătate ontologică.” - Constantin Ciopraga. 
„Se vorbește adesea în lecțiile despre poeți de felul cum văd lumea. Cărțile lui Ion Cozmei – dar parcă numai ale lui? – dovedesc o dată mai mult că problema e falsă întrucât poeții nu văd lumea (atunci când se încăpățânează s-o facă, ratează ori produc bunuri simbolice puțin valoroase). Dacă în primele cărți Ion Cozmei vroia să vadă lumea și s-o descrie, în Tâlcuitorul de semne și Semințele disperării el mărește până la grotesc planul vizualizat: până acolo încât lumina vederii e, în fapt, orbire, iar ochii văd ce nu se vede. Un alt fel de a exprima inexprimabilul, în efortul niciodată încheiat al descoperirii unui centru structural, cel al omului interior.” - Ioan Holban.